# Super Mario RPG: Legend of the Seven Stars
Super Mario RPG é um jogo de RPG, desenvolvido pela Square (atual Square Enix), juntamente com a Nintendo e lançado em 1996 no Japão e nos Estados Unidos para o Super NES.
O jogo é o primeiro RPG a estrelar o mascote da Nintendo, Mario, e por 7 anos, o último jogo da Square em um console da Nintendo (até Final Fantasy Crystal Chronicles, em 2003). Com uma história separada da cronologia normal da série de Mario, tem uma jogabilidade que combina elementos da série Final Fantasy com outros de Chrono Trigger, lançado no ano anterior. Uma recriação foi anunciado em junho de 2023 para o console Nintendo Switch.

## Personagens e ambientação
O mundo do jogo é baseado em uma terra geograficamente distinta, com diversas montanhas, rios e outros terrenos. Cada região possui características diferentes de acordo com seus habitantes: o Reino dos Cogumelos é habitado por Toads, Moleville por toupeiras, Monstro Town por monstros regenerados, Yoshi Island é onde Yoshi e os outros de sua espécie vivem, e Nimbus Land é uma área habitada por pessoas feitas de nuvem. O castelo de Bowser é outro local importante no jogo, pois abriga o portal para o mundo do antagonista principal.
O protagonista do jogo é Mario, que busca salvar a Princesa Peach de Bowser. No início de sua jornada, a gangue Smithy Gang chega e ataca o Reino dos Cogumelos, desviando Mario de seu objetivo inicial. Enquanto tenta parar o grupo, ele se junta a Mallow, um menino feito de nuvens que pensa ser um girino, e Geno, uma estrela de uma alta autoridade que começa a possuir um boneco de madeira. Seus outros aliados são Bowser, que perdeu seu exército devido às ações da Smithy Gang, e a própria Toadstool, que havia sido perdida no tumulto que a gangue causou. A Smithy Gang é liderada por Smithy, um ferreiro robótico de uma dimensão alternativa que busca dominar o mundo.

## História
A história de Super Mario RPG começa com a Princesa Peach (Peach na versão japonesa) sendo novamente raptada por Bowser (King Koopa na versão japonesa). Mario corre até o castelo de Bowser e salva a princesa. Entretanto, ao contrário dos jogos anteriores da série Mario, em Super Mario RPG, Bowser não é o principal vilão.
Uma espada gigante, que tem nome de Exor, desce do céu e cai diretamente sobre o castelo de Bowser, arremessando para longe os que neste estavam. Mario aterrissa em sua casa, enquanto que o destino da Princesa e de Bowser é um mistério. Ao retornar ao castelo de Bowser, Mario observa a espada gigante derrubar a ponte que dá acesso ao castelo. Decide então procurar a princesa em outros lugares.
No caminho, Mario encontra Mallow, uma nuvem moradora da "Planície dos Sapos" e tem um nível muito alto de magia e Geno, um boneco que deu vida graças a uma estrela e o que faz Mario perceber que está em um pesadelo. Geno está atrás das Sete Estrelas que compõem o Amor Familiar que o falta, as quais caíram na Terra após a queda da espada gigante chamada Exor. Geno revela também que a espada é um dos membros da gangue de Smithy, o principal vilão do jogo.
Mais tarde, Mario encontra Bowser batendo na porta da Booster Tower, o local onde a princesa caiu, após ser arremessada pelo impacto da espada gigante. Bowser une-se à Mario para recuperar seu castelo e ambos resgatam a Princesa. Agora, os três, juntamente com Mallow e Geno, partem para recuperar as estrelas perdidas e derrotar Smithy.

## Lançamento
Super Mario RPG foi o último jogo de SNES lançado pela Square na América, com Treasure of the Rudras e Treasure Hunter G como os últimos jogos lançados no Japão. Super Mario RPG foi lançado no Virtual Console para Wii no Japão em 24 de junho de 2008. Foi lançado pela primeira vez na Europa e na Austrália em 22 de agosto de 2008 no Virtual Console para Wii, como parte do terceiro Hanabi Festival (um período em que vários jogos não disponíveis anteriormente na Europa foram lançados no Virtual Console do Wii). Foi lançado no Virtual Console para Wii na América do Norte em 1 de setembro de 2008, com a distinção de ser o 250.º jogo do Virtual Console lançado naquela região. Super Mario RPG foi lançado no Virtual Console para Wii U no Japão em 5 de agosto de 2015, na Europa e na Austrália em 24 de dezembro de 2015 e na América do Norte em 30 de junho de 2016. Também foi incluído no Super Nintendo Classic Edition em 2017. Um remake para Nintendo Switch foi lançado mundialmente em 17 de novembro de 2023.

## Recepção
O site IGN incluiu o jogo na posição de número 56 no ranking dos "100 melhores RPGs de todos os tempos" (Top 100 RPGs of All Time) e na décima colocação na lista dos "100 melhores jogos de Super Nintendo de todos os tempos" (Top 100 SNES Games of All Time).